# 마성의 기쁨
《마성의 기쁨》은 2018년 9월 5일부터 2018년 10월 25일까지 iHQ DRAMA & MBN에서 방영된 드라마이다.

## 등장 인물

### 주요 인물
- 최진혁 : 공마성 역 (34세) (아역 : 최승훈) - 선우병원 뇌신경센터 센터장. 선우그룹 후계자 서열 1위
- 송하윤 : 주기쁨 역 (30세) (아역 : 박소이) - 한물간 탑 가수. 생활밀착형 알바. 사랑하는 가족을 위해 일하는 100만 안티 연예인
- 이호원 : 성기준 역 (31세) (아역 : 서윤혁) - 배우, 선우호텔 후계자. 선우그룹 후계자 서열 2위
- 이주연 : 이하임 역 (34세) (아역 : 표가인) - 현직 탑 배우. 승강기 제조업체 ‘오름’ 외동딸. 성형미인. 제국엔터 소속 배우

### 그 외 인물들
- 김민상 : 윤홍준 역 - 신경과 과장, 공마성의 주치의
- 김진호 : 여재만 역 - 선우병원 병원장 역
- 전수경 : 공진양 역 - 선우그룹 회장, 공마성의 고모
- 전현숙 : 공진주 역 - 공마성의 고모
- 윤미영 : 공진영 역 - 공마성의 고모
- 김도연 : 공진단 역 - 공마성의 고모
- 전재홍 : 노영호 역 - 선우그룹 홍보실장, 공진양의 비서
- 장인섭 : 양우진 역 - 공마성의 비서
- 오광록 : 주만식 역 - 주기쁨의 아버지
- 강윤제 : 주자랑 역 - 주기쁨의 남동생
- 김지영 : 주사랑 역 - 주기쁨의 여동생
- 정재성 : 장욱진 역 - 스타 엔터 대표
- 주재후 : 재민 역 - 성기준의 매니저
- 정수교 : 김범주 역 - 제국 엔터 대표, 前 주기쁨의 소속사 대표
- 강성화 : 민철 역 - 이하임의 매니저, 前 주기쁨의 로드매니저
- 이수지 : 고란주 역 - 주기쁨의 친구, 이하임의 스타일리스트
- 신하은 : 이하임의 막내 스타일리스트 역
- 호솔희 : 이하임의 막내 스타일리스트 역
- 남성준 : 선우병원 신경과 의사 역
- 정태인 : 공마성의 모 역
- 한민엽
- 김명수
- 김수연
- 박진규
- 김정한
- 김연희
- 김성준
- 인성호 : 어부 역
- 명석근 : 의사 역 - 주기쁨을 치료해주는 의사
- 이동진
- 김태랑
- 이수자
- 신정섭
- 이범찬
- 이준성
- 박소유
- 배유리 : 해밀카페 사장 역
- 유지연 : 인터뷰 여대생
- 김준경
- 주보라 : 선우병원 VIP 병동 간호사 역
- 김선혜
- 정애화 : 시장 상인 역
- 심태선
- 이상옥 : 주기쁨에게 버스비 내주라고 말하는 여자 역
- 오진하 : 이하임을 섭외하려는 예능 프로 '동창생'의 작가 역
- 이시영
- 차수미
- 윤현
- 김태훈
- 김성준
- 강충훈
- 황인덕
- 이조이
- 조영지
- 김진구
- 은서라
- 민대식
- 이우주 : 오드볼 파티에 참석한 남자 역
- 임시연 : 오드볼 파티에서 공마성에게 파트너 하자고 말하는 여자 역
- 이향숙 : 진소영 역 - 예능 '스타 서바이벌-지옥의 생존자'의 게스트
- 김나희 : 예능 '동창생'의 진행자 역
- 정강희 : 예능 '스타 서바이벌-지옥의 생존자'의 진행자 역
- 강학수
- 이수정
- 김효은
- 윤해윤
- 권진우
- 장문석
- 김민경
- 박지영
- 이채윤
- 안지원
- 이수연
- 강소이
- 장유진
- 김은해
- 손기성
- 조한슬 : 옷가게 점원 역
- 정명준 : 만년필 가게 직원 역
- 정기선
- 윤여학
- 김상욱
- 이진영
- 김주아
- 신정섭 : 이하임과 성기준이 참여한 작품의 감독 역
- 이준성
- 오하늬
- 정주희
- 빈서연 : 길버드 감독의 오디션을 보러온 여자 역
- 김민선 : 주사랑이 갔던 화장품 매장 직원 역
- 민병욱 : 주자랑이 아르바이트 하는 치킨집 사장 역
- 김준삼 : 켄트 역 - 힐링마을 투자자
- 김혜림
- 김민희
- 박준수
- 이은경
- 민유린
- 이채린
- 양재훈
- 배성일
- 서병철
- 고원석
- 김재철 : 황 변호사 역 - 민형준사건 김범수담당
- 진현광 : 검사 역 - 민형준사건 재수사담당
- 박찬규
- 김정한
- 김준석
- 김지형
- 정한빈
- 기연호 : 친구 찾으러 가야한다고 말하는 할아버지 역
- 신신범 : 쓰러진 할아버지 역
- 민대식
- 문창준

### 특별출연
- 권혁수 : 길병태 역 - 길프로덕션의 감독, 길버드 감독
- 이정혁 : 민형준 역
- 안세하 : 명석환 역
- 박수영 : 강송화 역 - TN그룹의 막내딸

## 촬영지
- 웨스틴 블루베이 리조트
- 하이난 무비타운
- 천안중앙시장
- 블루스퀘어
- 퍼스트가든
- 고양체육관
- 벽초지문화수목원
- 체인지업캠퍼스 양평캠프
- 남산공원
- 마포대교
- 월미도